# Alicia Rue
Alicia Rue (ur. 4 sierpnia 1988) – amerykańska lekkoatletka specjalizująca się w skoku o tyczce.

## Osiągnięcia
- złoty medal mistrzostw panamerykańskich juniorów (São Paulo 2007)[1]

## Rekordy życiowe
- skok o tyczce (stadion) – 4,35 (2009)
- skok o tyczce (hala) – 4,38 (2010)